# Sophienhamm
Sophienhamm là một đô thị thuộc huyện Rendsburg-Eckernförde, trong bang Schleswig-Holstein, nước Đức. Đô thị Sophienhamm có diện tích 5,91 km², dân số thời điểm 31 tháng 12 năm 2006 là 361 người.